# Dechantskirchen
Dechantskirchen ist eine Gemeinde mit 2005 Einwohnern (Stand 1. Jänner 2025) in Österreich und befindet sich im Bundesland Steiermark, Gerichtsbezirk Fürstenfeld und im politischen Bezirk Hartberg-Fürstenfeld.

## Geografie

### Geografische Lage
Dechantskirchen liegt im Nordosten des Bezirkes Hartberg-Fürstenfeld und auch der Steiermark. Die Gemeinde befindet sich ca. 15 km nördlich der Bezirkshauptstadt Hartberg. Sie liegt am Fuße des Randgebirges östlich der Mur. Die höchste Erhebung im Gemeindegebiet ist der Hochkogel (1314 m), der südlichste Eintausender des Wechsels. Die Gemeinde wird von einigen Abflüssen des Wechsels durchzogen, die alle direkt oder indirekt Nebenflüsse der Lafnitz sind.

### Gemeindegliederung
Die Gemeinde besteht aus den vier Katastralgemeinden Dechantskirchen, Hohenau, Kroisbach und Schlag bzw. aus folgenden acht Ortschaften (Einwohner Stand 1. Jänner 2025):
- Bergen (106) mit der Rotte Drei Häuser
- Burgfeld (118) mit Höttling
- Dechantskirchen (657)
- Hohenau am Wechsel (102) mit der Streusiedlung Jockl im Hof
- Kroisbach (399) mit Killer
- Limbach (24)
- Schlag bei Thalberg (361) mit Lehen und Thalberg-Siedlung
- Stögersbach (238)

### Eingemeindungen
Zum 1. Jänner 1967 wurde die Gemeinde Hohenau am Wechsel nach Dechantskirchen eingemeindet.
Mit 1. Jänner 2015 wurde Dechantskirchen im Rahmen der Steiermärkischen Gemeindestrukturreform um einen Teil (Katastralgemeinde Schlag) der bis dahin bestehenden Nachbargemeinde Schlag bei Thalberg erweitert.

### Nachbargemeinden
| Sankt Lorenzen am Wechsel | Pinggau                                     | Friedberg |
|                           | Kompassrose, die auf Nachbargemeinden zeigt | Friedberg |
| Rohrbach an der Lafnitz   | Grafenschachen                              | Pinkafeld |

## Geschichte

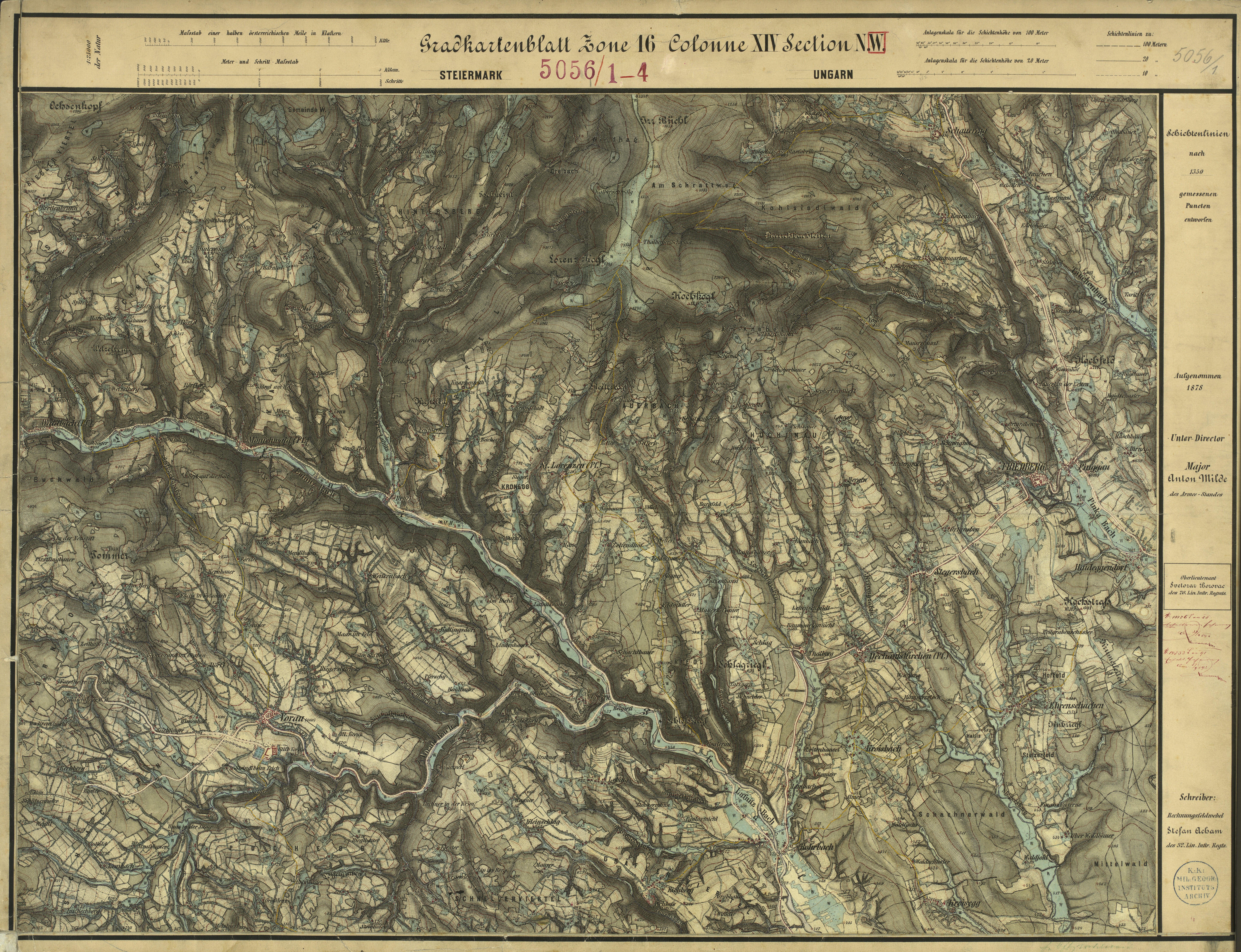
Dechantskirchen (rechts unten) um 1878 (Aufnahmeblatt der Landesaufnahme)

Auf Grund einer Vielzahl an vorhandenen Menhiren und einigen bekannten unterirdischen Gängen (Erdställe) kann davon ausgegangen werden, dass es menschliche Ansiedelungen bereits in prähistorischer Zeit, also 3000 bis 1500 v. Chr. im Gemeindegebiet von Dechantskirchen gegeben hat.
Für eine Besiedlung des Gebietes um Dechantskirchen in römischer Zeit geben zwei Grabsteine, aus Marmor gehauen, Zeugnis, wenn es auch nicht viel ist, was die jetzt an der alten Friedhofsmauer östlich der Kirche eingemauerten Bruchstücke kundtun. Der erste überlieferte nur noch den Namen eines gewissen Masculus MASCULO, der zweite war ein Grabstein für Calvisius, den Sohn des Calventius CALVISIO CALVENTI (i filio). Beide sind die jeweils oberen Bruchstücke einer Stele und wurden vom damaligen Kaplan Sales Prugger im Jahre 1846 aufgefunden. Der Grabstein für Masculus ist mit Adler, Delphinen und Palmettenverzierung versehen. Am zweiten Grabstein ist ein Mann in römischer Kleidung, eine kopflose Frau mit Granatapfel und ein gepanzerter Soldat dargestellt.
Von den Ende des 6. Jahrhunderts eingewanderten Slawen sind keine baulichen Reste erhalten geblieben. Ende des 8. Jahrhunderts wurde das Gemeindegebiet Teil des Frankenreiches. Es fiel aber bereits Ende des 9. Jahrhunderts an die Ungarn, bevor es im Jahre 1043 von Heinrich III. zurückerobert wurde. Das Gemeindegebiet kam zuerst zu den Markgrafen von Wels-Lambach und bald zu den Grafen von Formbach und war bis dato eine riesige Waldlandschaft.
Das Dorf Dechantskirchen wurde erstmals 1155 urkundlich erwähnt, als Erzbischof Eberhard I. von Salzburg dem Kloster Admont zwei Huben verlieh. Dieses Schriftzeugnis des Ortsnamens lautet „in villa Techanschirche“. Der Name bedeutet einem Dechant (althd. tëhhan) unterstehende Kirche. Bereits 1163 kam das Dorf zum Stift Vorau aus Anlass von dessen Gründung durch Markgraf Ottokar III. In der Folge wechselte der Ort häufig den Besitzer.
Das Dorf Stögersbach wird erstmals 1396 urkundlich erwähnt, während Kroisbach bereits 1381 erstmals als Chreuspach erwähnt wird. Im 14. Jahrhundert war die Kolonisation des Gemeindegebietes damit abgeschlossen. Der später zu einem Türkeneinfall umgedichtete Ungarneinfall von 1418 zog auch Dechantskirchen in Mitleidenschaft.

### Bevölkerungsentwicklung
| Dechantskirchen: Einwohnerzahlen von 1869 bis 2024        | Dechantskirchen: Einwohnerzahlen von 1869 bis 2024 | Dechantskirchen: Einwohnerzahlen von 1869 bis 2024 | Dechantskirchen: Einwohnerzahlen von 1869 bis 2024 | Dechantskirchen: Einwohnerzahlen von 1869 bis 2024 |
| --------------------------------------------------------- | -------------------------------------------------- | -------------------------------------------------- | -------------------------------------------------- | -------------------------------------------------- |
| Jahr                                                      |                                                    |                                                    |                                                    | Einwohner                                          |
| 1869                                                      | 1869                                               |                                                    | 1.317                                              | 1.317                                              |
| 1880                                                      | 1880                                               |                                                    | 1.437                                              | 1.437                                              |
| 1890                                                      | 1890                                               |                                                    | 1.349                                              | 1.349                                              |
| 1900                                                      | 1900                                               |                                                    | 1.359                                              | 1.359                                              |
| 1910                                                      | 1910                                               |                                                    | 1.498                                              | 1.498                                              |
| 1923                                                      | 1923                                               |                                                    | 1.598                                              | 1.598                                              |
| 1934                                                      | 1934                                               |                                                    | 1.717                                              | 1.717                                              |
| 1939                                                      | 1939                                               |                                                    | 1.692                                              | 1.692                                              |
| 1951                                                      | 1951                                               |                                                    | 1.739                                              | 1.739                                              |
| 1961                                                      | 1961                                               |                                                    | 1.849                                              | 1.849                                              |
| 1971                                                      | 1971                                               |                                                    | 1.994                                              | 1.994                                              |
| 1981                                                      | 1981                                               |                                                    | 2.136                                              | 2.136                                              |
| 1991                                                      | 1991                                               |                                                    | 2.121                                              | 2.121                                              |
| 2001                                                      | 2001                                               |                                                    | 2.165                                              | 2.165                                              |
| 2011                                                      | 2011                                               |                                                    | 2.041                                              | 2.041                                              |
| 2021                                                      | 2021                                               |                                                    | 2.012                                              | 2.012                                              |
| 2024                                                      | 2024                                               |                                                    | 2.011                                              | 2.011                                              |
| Quelle(n): Statistik Austria, Gebietsstand 1. Jänner 2021 |                                                    |                                                    |                                                    |                                                    |

Seit 1981 gibt es eine negative Wanderungsbilanz, die bis 2001 durch eine stark positive Geburtenbilanz ausgeglichen wurde.

## Kultur und Sehenswürdigkeiten

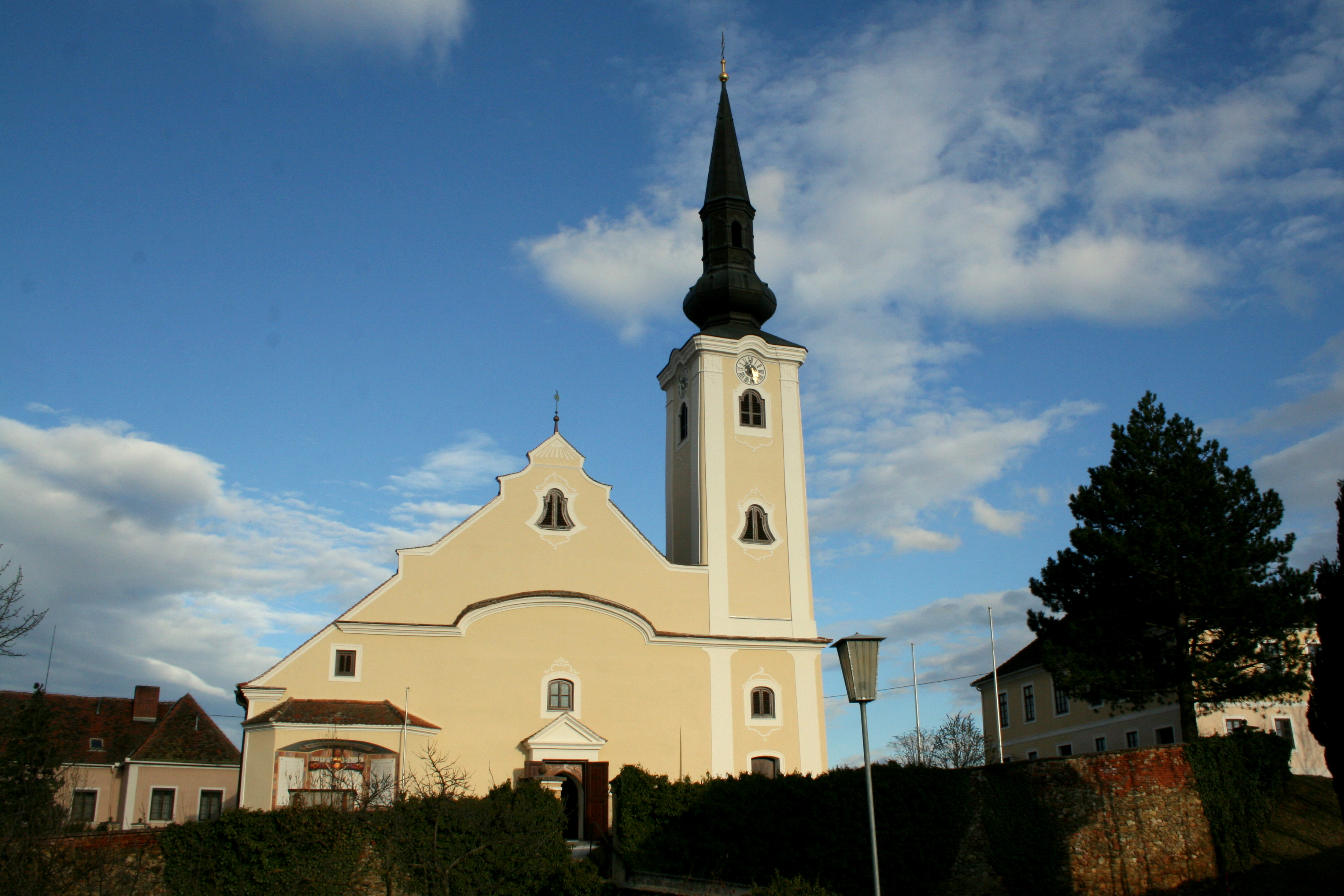
Pfarrkirche Dechantskirchen

Burg Thalberg

- Pfarrkirche Dechantskirchen
- Burg Thalberg

## Wirtschaft und Infrastruktur

### Verkehr
Dechantskirchen liegt an der Wechsel Straße B 54 und hat so eine gute Verbindung nach Hartberg im Süden und Wiener Neustadt im Norden sowie in die Nachbargemeinden Pinggau und Friedberg. Auch die Süd Autobahn A 2 von Wien nach Graz ist nach etwa acht Kilometern über die Anschlussstelle Friedberg-Pinggau (95) zu erreichen.
In Dechantskirchen befindet sich ein zum Haltepunkt herabgestufter Bahnhof der Thermenbahn. Diese bietet zweistündliche Regionalzug-Verbindungen nach Wien und Hartberg.
Die Flughäfen Graz und Wien sind jeweils ca. 100 km entfernt.

## Politik

### Gemeinderat
- Gemeinderatswahlen in der Steiermark 2015: ÖVP 10, SPÖ 4, FPÖ 1.[7]
- Gemeinderatswahlen in der Steiermark 2020: ÖVP 11, SPÖ 4.[8]
- Gemeinderatswahlen in der Steiermark 2025: ÖVP 10, SPÖ 4, FPÖ 1.[1]

### Bürgermeister
Bürgermeisterin ist Waltraud Schwammer (ÖVP), Vizebürgermeister ist Günter Tromayer (ÖVP).

### Wappen
Mit Wirkung vom 1. November 1974 bekam die Gemeinde Dechantskirchen ein Wappen verliehen.

Blasonierung: „In einem von Grün zu Silber schrägrechts geteilten Schild oben eine goldene, mit einer pfahlweise gestellten silbernen Sichel gekreuzte Ähre, unten eine rote Krone, durch die ein grüner Palmzweig gezogen ist.“.

### Tourismusverband
Die Gemeinde bildet gemeinsam mit Friedberg, Pinggau und Schäffern den Tourismusverband „Wechselland“. Dessen Sitz ist die Gemeinde Schäffern.

## Persönlichkeiten

### Ehrenbürger
Die ehemalige Gemeinde und heutige Katastralgemeinde Hohenau am Wechsel hat folgende Ehrenbürger ernannt:
- Pfarrer Alexander Mauerhofer, 1927
- Bezirkshauptmann Adolf Rochelt, 1932
- Otto von Habsburg (1912–2011), 1934
- Pfarrer Norbert Wurst, 1948
- Altbürgermeister Josef Groller, 1955
- Bezirkshauptmann Erwin Stibenegg, 1955

### Söhne und Töchter der Stadt
- Johann Reitmeier (1888–1977) stammte aus Dechantskirchen und wirkte als Seelsorger und Organisator in Treze Tílias (Dreizehnlinden), Brasilien

### Mit der Gemeinde verbunden
- Ottokar Kernstock (1848–1928), österr. Dichter und Priester, 1873–1889 Kaplan in Dechantskirchen
- Reinhold Lopatka, ÖVP-Politiker